# 針尾駐屯地
針尾駐屯地（はりおちゅうとんち、JGSDF Camp Hario）は、長崎県の針尾島にあった第8新隊員教育隊等が駐屯していた陸上自衛隊駐屯地で1957年（昭和32年）9月2日に廃止された。

## 概要
警察予備隊第4管区隊普通科第10連隊（のちに第10普通科連隊に改編）があり、自衛隊の規模拡大とともに当駐屯地所在部隊を母体に各地に部隊が展開された。駐屯地閉鎖後、用地は長崎県に払い下げられ、その後工業団地として造成されたが企業誘致に失敗。ハウステンボスがその用地を使って建設され1992年（平成4年）にオープンした。隣接地に米海軍針尾住宅地区がある。

## 所在地
- 長崎県佐世保市ハウステンボス町1-1（旧住所は、東彼杵郡江上村針尾）

## 沿革
大日本帝国海軍
- 1922年（大正11年）12月：針尾無線塔の運用開始。
- 1943年（昭和18年）：佐世保海兵団の第3海兵団（針尾海兵団）が設立。
- 1945年（昭和20年）3月：海軍兵学校針尾分校が開校

アメリカ軍
- 1945年（昭和20年）：終戦に伴いアメリカ軍に接収。

厚生省佐世保引揚援護局
- 1945年（昭和20年）10月から1950年（昭和25年）4月まで敷地内に厚生省佐世保引揚援護局が設置され、浦頭埠頭に上陸した引揚者を収容。

警察予備隊針尾駐屯地
- 1950年（昭和25年）9月4日：警察予備隊針尾駐屯部隊が旧海軍佐世保第3海兵団（針尾海兵団）跡に設置[1]｡
- 1951年（昭和26年）
  - 5月1日：警察予備隊第64連隊が編成完結。第10連隊の第3大隊が配置。
  - 9月30日：第824救急病院が設置[2]。
- 1952年（昭和27年）1952年（昭和27年）
  - 1月19日：第10連隊第3大隊が第12連隊第3大隊に改称。
  - 1月23日：第10連隊本部および第1大隊が福岡駐屯地から移駐。
  - 7月7日：第10連隊が大村駐屯地に移駐。

保安隊針尾駐屯地
- 1952年（昭和27年）
  - 3月20日：第64連隊第3大隊が久留米駐屯地に移駐。
  - 10月10日：第64連隊第4大隊が久留米駐屯地に移駐。
  - 10月15日：針尾地区病院が開設[2]。
  - 11月22日：独立第32特科大隊および独立第81特科大隊が新編[3]。
  - 12月3日：第64連隊主力（第1、第2大隊欠）が久留米駐屯地に移駐。
- 1953年（昭和28年）
  - 10月15日：独立第32特科大隊が郡山駐屯地に移駐[2]。
  - 11月20日：独立第81特科大隊が浜松駐屯地に移駐[2]。

陸上自衛隊針尾駐屯地
- 1954年（昭和29年）
  - 7月1日：陸上自衛隊へ移管[4]。第64連隊が第4特科連隊に称号変更。
  - 7月5日：第8新隊員教育隊が編成完結[2]。
  - 10月15日：第3特科群第114特科大隊が新編。
  - 11月5日：第4特科連隊第1大隊が久留米駐屯地に移駐。
  - 12月30日：第4特科連隊第2大隊が久留米駐屯地に移駐。
- 1955年（昭和30年）10月21日：第8新隊員教育隊が相浦駐屯地に移駐。
- 1956年（昭和31年）
  - 1月25日：第8特科連隊第3大隊が針尾駐屯地において編成完結。
  - 1月30日：第8特科連隊が久留米駐屯地から移駐。
- 1957年（昭和32年）
  - 3月29日：第8特科連隊が北熊本駐屯地に移駐。
  - 8月1日：針尾地区病院が閉鎖。
  - 9月2日：針尾駐屯地が相浦駐屯地に統合され廃止[5]。駐屯していた第114特科大隊は同日に新設された玖珠駐屯地に移駐。

## 駐屯していた部隊
- 第64連隊主力（第1、第2大隊欠）：1951年（昭和26年）5月1日から1952年（昭和27年）12月2日の間。久留米駐屯地に移駐。のちの第4特科連隊（現：西部方面特科連隊第4大隊など）の母体となった部隊。
- 第10連隊：1951年（昭和26年）5月1日から1952年（昭和27年）7月7日の間。大村駐屯地に移駐。（のちの第10普通科連隊、第16普通科連隊などの母体となった連隊。
- 第824救急病院：1951年（昭和26年）9月30日から1952年（昭和27年）10月14日　改称。
- 独立第32特科大隊：1952年（昭和27年）から1953年（昭和28年）10月15日の間。郡山駐屯地に移駐[2]。のちの第6特科連隊（現：東北方面特科連隊）となった大隊。
- 独立第81特科大隊：1952年（昭和27年）から1953年（昭和28年）10月15日の間。浜松駐屯地に移駐[2]。のちの第107特科大隊、第116特科大隊の母体となった部隊。
- 第4特科連隊第1大隊：1954年（昭和29年）7月1日から1954年（昭和29年）11月4日の間。久留米駐屯地に移駐。
- 第4特科連隊第2大隊：1954年（昭和29年）7月1日から1954年（昭和29年）12月29日の間。久留米駐屯地に移駐。
- 第8新隊員教育隊：1954年（昭和29年）7月5日から1955年（昭和30年）10月21日の間。相浦駐屯地に移駐。のちの第2教育連隊となった部隊。
- 第8特科連隊：1956年（昭和31年）1月30日から1957年（昭和32年）3月29日（現:西部方面特科連隊主力など。1956年に久留米で編成後に針尾に移駐。翌年北熊本へ移駐）
- 針尾地区病院：1952年（昭和27年）10月15日から1957年（昭和32年）8月1日（閉鎖）の間。のちの陸上自衛隊熊本地区病院（現：自衛隊熊本病院）となった病院。
- 第114特科大隊：1954年（昭和29年）10月15日から1957年（昭和32年）9月1日の間。（のちの第1特科団・第126特科大隊（現：第2地対艦ミサイル連隊）の母体になった大隊）

## 最寄の幹線交通
- 高速道路：西九州自動車道佐世保大塔IC
- 一般道：国道202号、国道205号、長崎県道141号ハウステンボス線、長崎県道213号南風崎停車場指方線
- 鉄道：JR九州大村線 ハウステンボス駅
- 港湾：佐世保港（重要港湾）
- 飛行場：長崎空港（第二種空港）